# Wojtyszki
Wojtyszki est une localité polonaise de la gmina de Brąszewice, située dans le powiat de Sieradz en voïvodie de Łódź.